# Karl Kraus

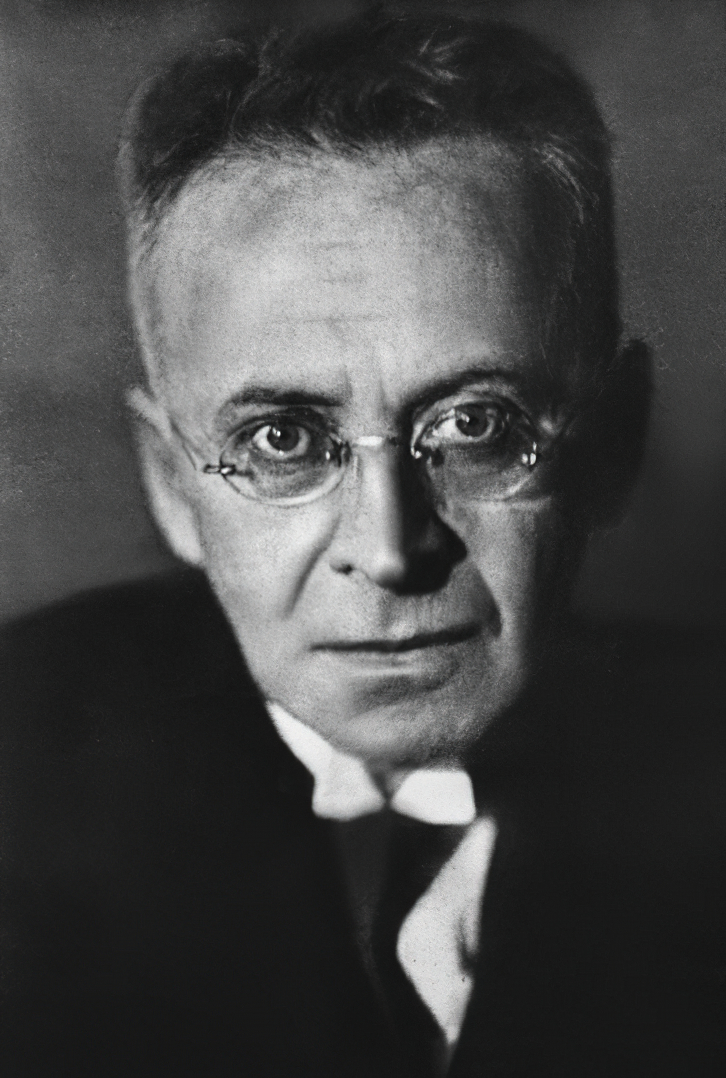
Karl Kraus

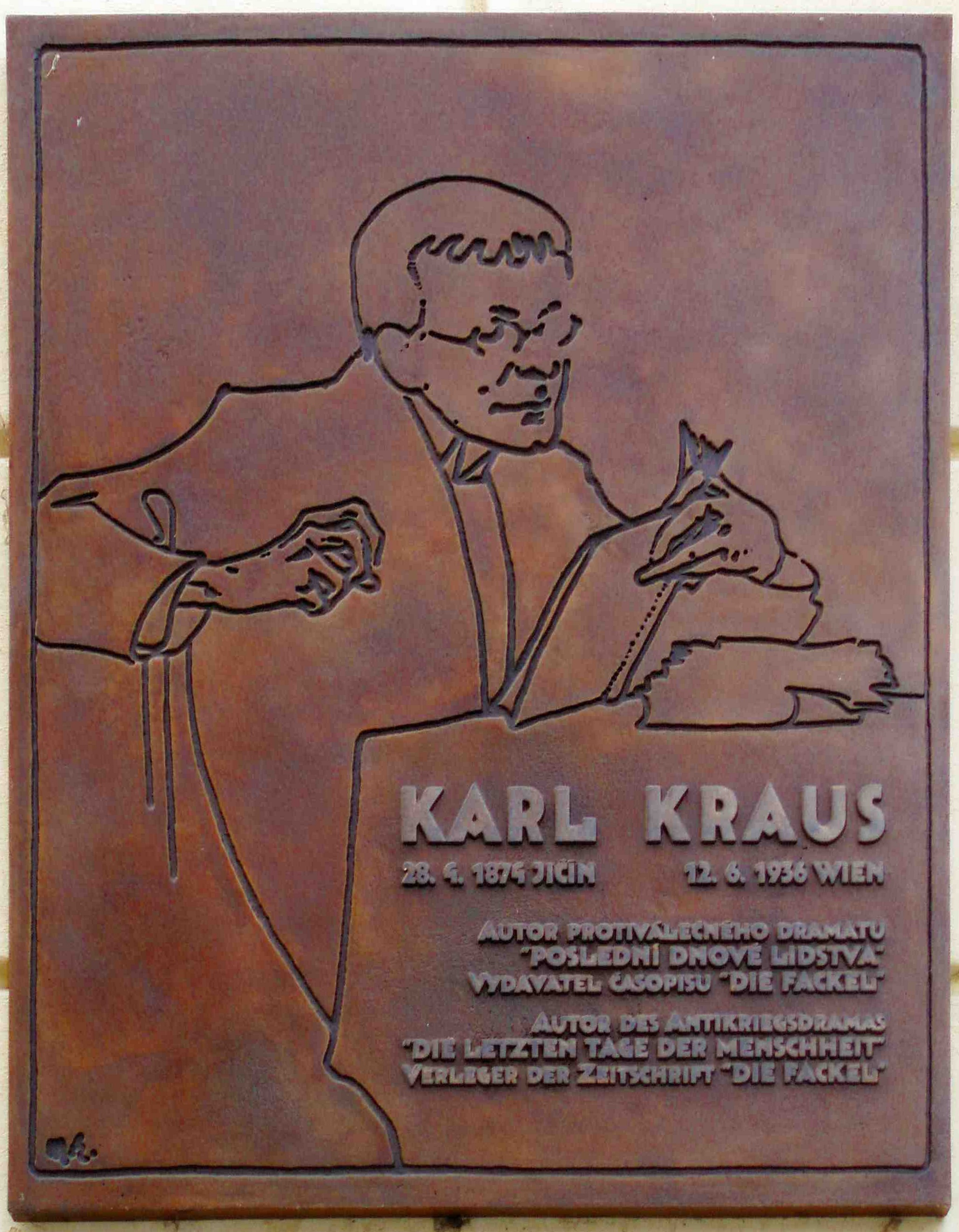
Gedenkplaat op het geboortehuis van Karl Kraus

Karl Kraus (Jičin, Bohemen, Oostenrijk-Hongarije (thans Tsjechië), 28 april 1874 – Wenen, 12 juni 1936) was een Oostenrijkse dichter, schrijver (pamflettist) en journalist. Tussen 1892 en 1936 gaf hij ongeveer 700 solo-optredens. Hij wordt beschouwd als een van de belangrijkste Duitstalige satirici van de 20e eeuw, in het bijzonder door zijn gevatte kritiek op de pers, Duitse cultuur en de Duitse en Oostenrijkse politiek. Hij schreef kritische artikelen over het nationaalsocialisme en – terwijl hij zelf van joodse afkomst was – het zionisme.

## Levensloop

### Jonge jaren
Karl was een zoon van Jacob Kraus en Ernestine, een welgestelde joodse familie. In 1877 verhuisde de familie naar Wenen. Zijn moeder stierf in 1891. Kraus schreef zich in 1892 in aan de Weense universiteit om rechten te studeren. In april van datzelfde jaar werkte hij mee aan de Wiener Literaturzeitung, waarbij hij startte met een beoordeling van Gerhart Hauptmann's Die Weber. Dit was het begin van zijn journalistieke carrière. In die periode trad hij op als acteur in een klein theater, zonder succes. In 1894 werd het onderwerp van zijn studies verlegd naar filosofie en Duitse literatuur. In 1896 verliet hij de universiteit zonder diploma.
Kraus werd gedoopt en trad toe tot de katholieke kerk in 1911, maar verliet deze weer in 1923. Hij was teleurgesteld in de katholieke kerk vanwege het gebrek aan steun tijdens de oorlog.

### Carrière
Kraus begon zijn carrière als acteur, regisseur en artiest bij Jung-Wien, een groep auteurs die een moderne(re) literatuur voorstond. In 1897 brak hij met deze groep door de publicatie van zijn satire Die Demolierte Literatur.
In 1898 schreef hij “Eine Krone für Zion” (Een kroon voor Zion), een kritiek op het werk van zionist Theodor Herzl waarin Kraus zich voorstander van joodse assimilatie toont. Op 1 april 1899 verliet hij de joodse gemeenschap en zwoer hij deze religie af.
In 1899 richtte hij het eenmanstijdschrift Die Fackel op, dat hem in het Wenen voor en na de Eerste Wereldoorlog faam bezorgde als 'opiniemaker'. Hij was links en democratisch, maar bovenal stelde hij zich op als een cultuurcriticus die boven de partijen stond. Zijn voordrachten in het theater waren beroemd; een van zijn bewonderaars was Elias Canetti, maar hij had ook grote invloed op een componist als Alban Berg. Door Kraus’ houding en kritische, pacifistische werken werd Die Fackel door censoren regelmatig onderdrukt tijdens de oorlog.
De Eerste Wereldoorlog maakte hem tot een felle tegenstander van het Oostenrijks-Hongaarse rijk en een onverzoenlijk bestrijder van 'oorlog en domheid'.
Kraus trouwde nooit, maar van 1913 tot aan zijn dood had hij een soort haat-liefdeverhouding met barones Sidonie Nádherný von Borutin (1885-1950). Veel van zijn werken schreef hij in het kasteel van Janowitz, familie-eigendom van Nádherný. Sidonie Nádherný werd een belangrijke penvriendin en veel boeken en gedichten richtte hij aan haar.

### Meesterwerk
In 1915 begon Kraus aan wat later werd beschouwd als zijn meesterwerk: het anti-oorlogdrama Die letzten Tage der Menschheit (1919), een satire op Oostenrijk en het verloop van de oorlog. Het stuk werd voor het eerst gepubliceerd als een reeks speciale edities van Die Fackel in 1919. De epiloog Die letzte Nacht werd in 1918 gepubliceerd. 
Centraal in het stuk staat de Nörgler (mopperaar), een alter ego van Kraus, die voortdurend commentaar levert op de corruptie en de oorlog, veelal in dialoog met de Optimist. Het stuk bevat meer dan 500 personages en zou, indien integraal uitgevoerd, tien avonden duren. Dit is de reden waarom het lang als leesdrama gold. Niettemin is het werk in meerdere landen vertaald en uitgevoerd; bekend is de enscenering van Hans Hollman (december 1974 te Bazel). In Nederland werd het stuk, bewerkt tot opera voor één avond, uitgevoerd in 1988, op muziek van Chiel Meijering. In 2008 ensceneerde theatergroep 't Barre Land het stuk, dat daartoe integraal vertaald werd door Erik Bindervoet en Robbert-Jan Henkes.
Eveneens in 1919 publiceerde Kraus zijn collectie oorlogsteksten met als titel Weltgericht.

### Politiek engagement
Een hoogtepunt in zijn politiek engagement was zijn aanval op de machtige Weense politiechef Johann Schober, nadat 84 mensen doodgeschoten werden in een politieaanval tijdens de Juli-revolutie. Kraus publiceerde een poster waarmee hij in één enkele zin Schober verzocht om af te treden. De poster werd verspreid over gans Wenen en werd een icoon van de Oostenrijkse geschiedenis van de 20e eeuw.

### Laatste jaren
Hitlers machtsovername in 1933 sloeg Kraus met stomheid. Hij schreef een scherpe aanklacht tegen het nationaalsocialisme, maar zag er geen heil in om het uit te geven en staakte zijn uitgave van Die Fackel. Wel schreef hij een kritische satire over het toekomstige bewind van Hitler, die begint met de zin “Mir fällt zu Hitler nichts ein” (Bij Hitler schiet mij niets te binnen).
Na een aanrijding met een fietser in februari 1936 leed Kraus in toenemende mate aan hoofdpijnen en geheugenverlies. Op 2 april las hij voor het laatst publiekelijk voor. Op 10 juni kreeg hij in "Café Imperial" een zwaar hartinfarct. Op 12 juni 1936 overleed Kraus aan hartfalen en een beroerte in zijn woning in Wenen.

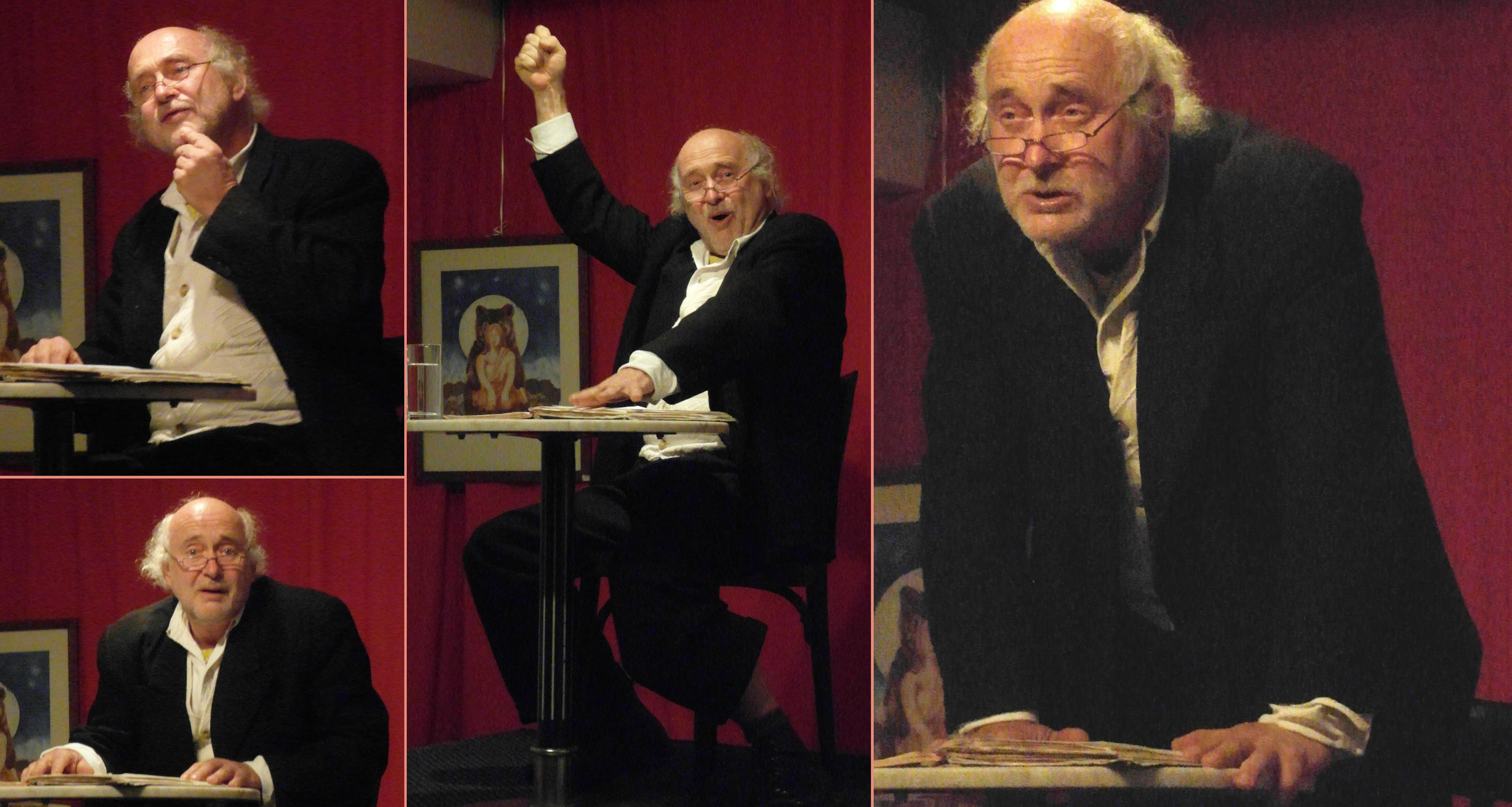

## Citaten
- "Een aforisme is nooit helemaal waar: het is ofwel een halve waarheid ofwel een anderhalve waarheid."
- "Het is niet voldoende geen gedachten te hebben, men moet ook niet in staat zijn om ze uit te drukken."
- "Kunstenaars hebben het recht om bescheiden en de plicht om ijdel te zijn."
- "Er zijn vrouwen die niet mooi zijn, maar er alleen zo uitzien."
- "Een vrouw die ook niet lelijk kan zijn, is niet mooi."
- "Ik en mijn publiek verstaan elkaar zeer goed: het hoort nooit wat ik zeg, en ik zeg nooit wat het graag had willen horen."
- "Het Habsburgse Rijk is het proefstation voor de ondergang van de wereld".